# V-діапазон
V-діапазон — це стандартне позначення Інституту інженерів з електротехніки та електроніки (IEEE) для діапазону частот у мікрохвильовій частині електромагнітного спектру в діапазоні від 40 до 75 гігагерц (ГГц). Діапазон V не використовується широко, за винятком радіолокаційних досліджень міліметрового діапазону та інших видів наукових досліджень. Його не слід плутати — 600—1000 Діапазон МГц діапазону V (діапазон п'ять) діапазону частот УВЧ .
Діапазон V також використовується для високоємних наземних систем зв'язку міліметрового діапазону. У Сполучених Штатах Федеральна комісія зв'язку виділила діапазон частот від 57 до 71 ГГц для неліцензійних бездротових систем. Ці системи в основному використовуються для високої пропускної здатності на короткій відстані (менше 1 миля) комунікацій. Крім того, частоти 70, 80 і 90 ГГц було виділено як «слабко ліцензовані» діапазони для багатогігабітного бездротового зв'язку. Усі лінії зв'язку в V-діапазоні вимагають безперешкодної прямої видимості між точкою передачі та прийому, і під час аналізу бюджету лінії зв’язку необхідно враховувати дощове затухання .

## Використання
15 грудня 1995 р. V смуга на 60 ГГц використовувався для першого в світі перехресного зв'язку між супутниками в групі. Цей зв'язок відбувався між військовими супутниками США Milstar 1 і Milstar 2. 60 ГГц є привабливим для захищених супутникових перехресних зв'язків, оскільки він забезпечує високу швидкість передачі даних, вузькі промені та, лежачи в сильній смузі поглинання кисню, забезпечує захист від перехоплення наземними супротивниками.

### Wi-Fi з дуже малим радіусом дії
Стандарти WiGig IEEE 802.11ad і IEEE 802.11ay використовують спектр 60 ГГц (КВЧ мікрохвильовий) зі швидкістю передачі даних до 7 Гбіт/с на дуже короткій відстані до 10 м.

### Бездротовий широкосмуговий доступ

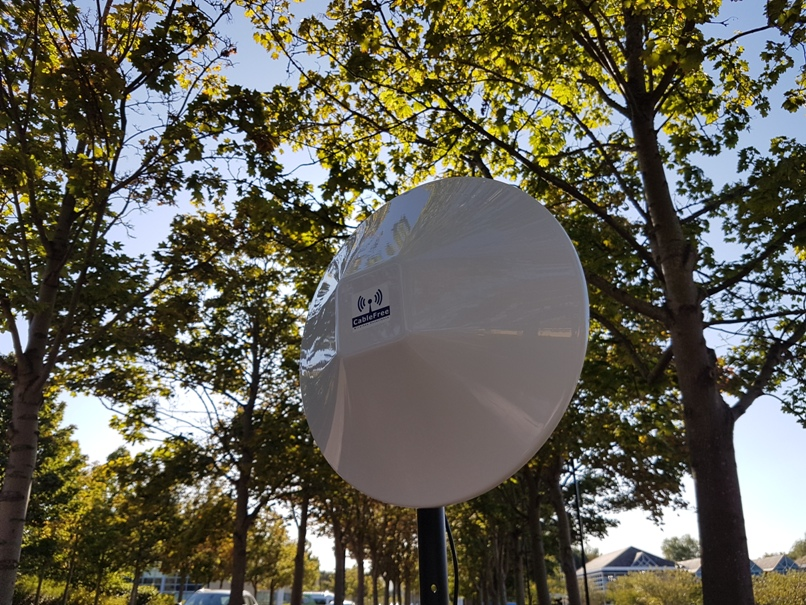
Радіо V-діапазону з високим коефіцієнтом посилення для бездротових широкосмугових застосувань

Інтернет-провайдери шукають шляхи розширення гігабітних високошвидкісних послуг для своїх клієнтів. Цього можна досягти за допомогою архітектури широкосмугової мережі "волокно до приміщення " або більш доступної альтернативи з використанням фіксованого бездротового зв’язку на «останній милі» в поєднанні з волоконно-оптичними мережами на «середній милі», щоб зменшити витрати на прокладку волоконно-оптичних кабелів для користувачів. У Сполучених Штатах та кількох інших країнах діапазон V не потребує ліцензії. Це робить V-діапазон привабливим вибором для використання в якості фіксованого бездротового доступу для гігабітних послуг для підключення до будинків і підприємств. Радіостанції V-діапазону доступні як у конфігураціях «точка-точка» (P2P), так і «точка-багатоточка» (P2MP).

### Сузір'я супутників
Станом на березень 2017, кілька компаній з США, Великої Британії та Канади — Boeing, SpaceX, OneWeb, Telesat, O3b Networks та Theia Holdings подали до регуляторних органів США (FCC) «плани розміщення груп супутників V-діапазону на негеосинхронних орбітах для надання послуг зв'язку» з використанням електромагнітного спектру, який раніше «активно не використовувався для комерційних послуг зв'язку»..
У 2020 році SpaceX отримала дозвіл FCC на запуск 12 000 супутників, які можуть використовувати ці частоти.